# سوزان فان فيين
سوزان فان فيين (بالهولندية: Suzanne van Veen)‏ هي دراجة هولندية، ولدت في 3 أكتوبر 1987 في نالدفايك في هولندا.

## وصلات خارجية
- سوزان فان فيين على موقع الاتحاد الدولي للدراجات (الإنجليزية)
- سوزان فان فيين على موقع أرشيف الدراجات (الإنجليزية)
- سوزان فان فيين على موقع إحصائيات الدراجات الإحترافية (الإنجليزية)
- سوزان فان فيين على موقع نسبة الدراجات (الإنجليزية)